# Batalla de Crimea
|  | Per a altres significats, vegeu «Batalla de Crimea (1944)». |

La batalla de Crimea va ser l'escenari d'algunes de les batalles més sanguinolentes del Front Oriental de la Segona Guerra Mundial, formant part de l'Operació Barba-roja. Els alemanys van patir greus baixes mentre intentaven avançar a través de l'istme que enllaça la península de Crimea amb el continent a Perekop (Ucraïna) l'estiu de 1941.
Un cop els alemanys van aconseguir traspassar les línies defensives, van ocupar la major part de Crimea, amb l'excepció de Sebastòpol (citat que rebé el títol de Ciutat Heroica). Sebastòpol resistí 250 dies, entre el 30 d'octubre de 1941 i fins al 4 de juliol de 1942, en què els alemanys finalment aconseguiren conquerir-la.
En la conquesta de Crimea també van participar el 3r i el 4t Exèrcit romanesos, i membres de la Divisió Azul, també formada per allistats catalans.

## La Campanya
El 12 de setembre de 1941, el general Erich von Manstein rebé el comandament de l'exhaust  11è Exèrcit, amb l'ordre de prendre Rostov del Don i Crimea. Manstein s'adona que amb el seu exèrcit esgotat i les antiquades forces romaneses que té a les seves mans no podrà capturar simultàniament ambdós objectius, i decideix dirigir-se cap a Crimea en primer lloc.
La geografia de la regió ajudava a l'Exèrcit Roig, car l'única entrada a Crimea és a través de l'istme de Perekov, una franja de terreny de només 7km d'ample. A l'est de l'istme es troba un dipòsit d'aigua salada conegut com el Sivash (el Mar Pudent), un pantà de sal que no permet l'avanç dels tancs, mentre que a l'oest es troba el mar Negre. Pitjor encara, per tot l'istme hi ha trinxeres d'entre 12 a 15 metres d'ample, anomenades la tomba dels tàrtars, cavades el 1851, la funció de les quals era defensar la península d'un atac des del continent. Els soviètics les convertiren en rases antitanc, encara que Manstein només disposava de carros blindats.
El 24 de setembre s'inicià l'assalt. La mancança dels tancs es feia més cruel pel fet que el camí vers Perekop i cap a Rostov travessava l'estepa de Nogaix, on no hi havia ni un turó ni un arbre, sent un terreny ideal per a una batalla de tancs. Encara que només calia un Cos d'exèrcit per a entrar a Crimea, Manstein envià dues divisions de muntanya i a la selecta 1a Divisió Leibstandarte SS Adolf Hitler per accelerar la travessa de l'istme i entrar ràpidament a Crimea.. La missió d'aquestes forces era donar un rodeig per despistar l'enemic i penetrar a tota velocitat en terreny enemic, desplegant-se ràpidament i ocupant la península. Tot i que el pla era temerari, l'atac va tenir èxit i només 3 dies després les unitats alemanyes van poder llançar-se a l'atac després de superar les tombes tàrtares.
Això no obstant, l'almirall  Kuznetsov s'adonà que l'11è Exèrcit no havia travessat encara completament l'istme i que el seu flanc nord es trobava desprotegit, i preparà les seves forces per a atacar-los per la rereguarda des del continent, esperant esclafar-los contra el mar Negre. Els exèrcits soviètics 9è i 18è aconseguiren penetrar fins a 20km al front alemany; i Kuznetsov tenia possibilitats reals de llançar al mar Negre una part de l'11è Exèrcit alemany. La maniobra, però, no li sortí com esperava, ja que un atac a la rereguarda de Kuznetsov pel 1r Exèrcit Panzer del general Ewald von Kleist, que venia des de Kíev, el deixà entre Manstein i Kleist, amb els seus exèrcits cercats a les estepes de Nogaish, al nord del mar d'Azov. Kleist els acorralà en 3 setmanes, fins que les forces soviètiques es rendiren a Melitopol, amb uns 65.000 soldats soviètics capturats, a més de 125 tancs i 500 vehicles.

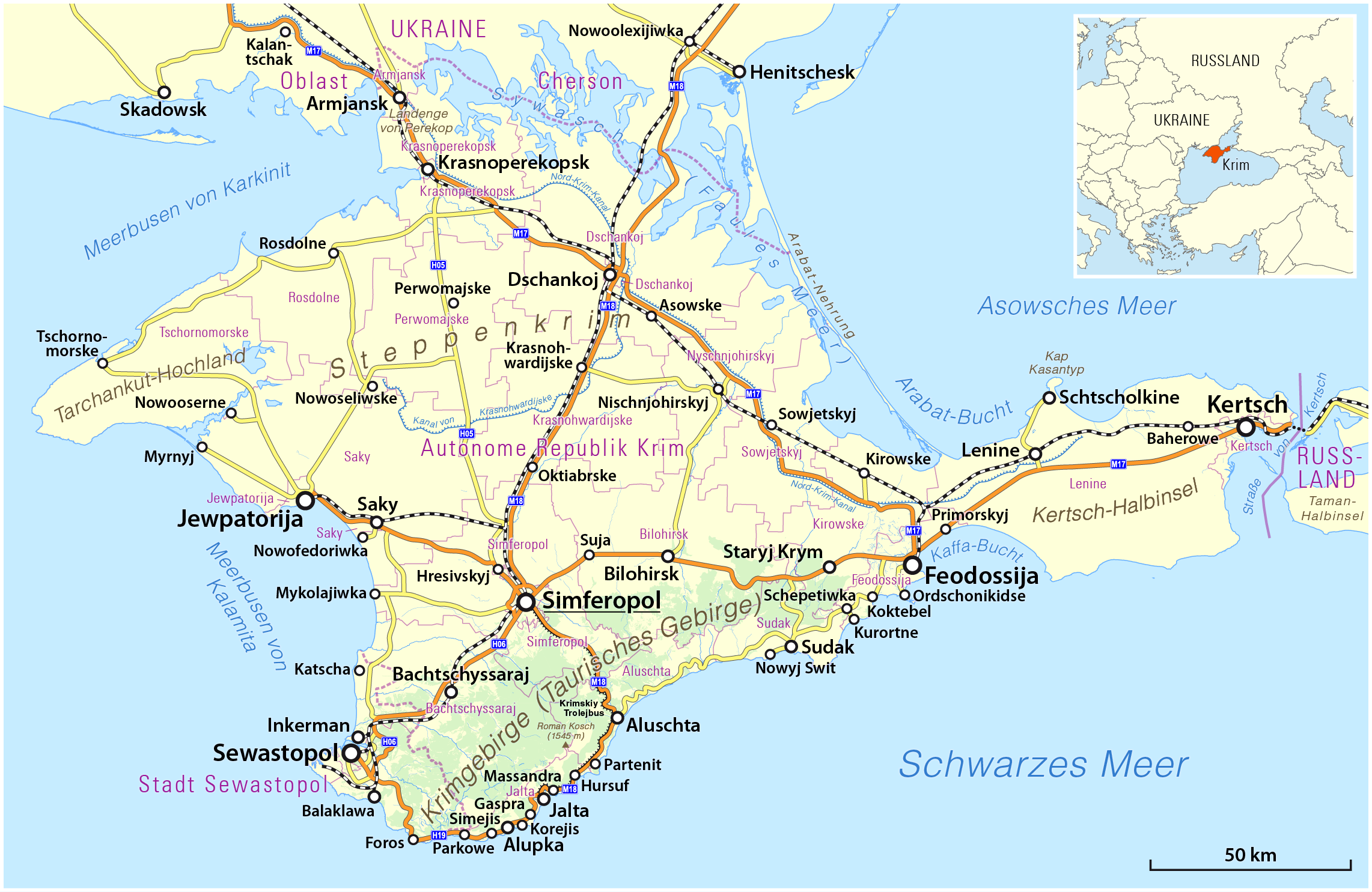
Mapa de Crimea, amb l'istme de Perekov al nord.

Finalment, l'OKW s'adonà que era impossible que Manstein capturés sol Crimea i Rostov del Don, i encarregaren la captura d'aquesta ciutat a Kleist. Manstein concentra totes les forces de l'11è Exèrcit per conquerir Crimea, però ja no pot realitzar l'atac contra Sebastòpol que, tres setmanes abans, hauria estat possible. Manstein passa a l'ofensiva i tanca en una bossa als soviètics, que pateixen una derrota fulminant. La flota soviètica es refugia a Batum, i els alemanys capturen els pous petrolífers de Grozni i Bakú.
Però encara que el 16 de novembre tota Crimea hagués estat capturada, els soviètics van tenir temps de fortificar la ciutat de Sebastòpol mentre que Manstein desviava recursos cap al nord contra Kuznetsov, impedint la conquesta de la ciutat aquell any.
El 25 de desembre, els soviètics desembarquen dues divisions a la península de Kertx, arribant a tenir fins a 3 fronts a Crimea: Sebastòpol, Feodosia i Kerch. A més, el 5 de gener de 1941, els soviètics desembarquen un nou contingent a Eupatoria, recolzats pels partisans, que ocasionen dos dies de durs combats, però els alemanys recuperen Feodòsia el dia 13. Els soviètics envien grans quantitats de reforços per sobre el gel de l'estret de Kertx, aconseguint acumular fins a 9 divisions d'infanteria, més dues brigades més d'infanteria i dues més de blindats.

## Reconquesta de Kerch
Amb Sebastòpol assetjat, Manstein es dirigeix a reconquerir Kerch, on l'esperaven dos exèrcits soviètics ben atrinxerats, prop de l'estret de Parapatx. L'extrem de la península estava protegit per una rasa antitanc de 10 metres d'ample i 5 de fondària, que corria de nord a sud, entre el mar Negre i el mar d'Azov.
El 8 de maig de 1942, l'artilleria alemanya llança un bombardeig, recolzada pels stukas. Mentrestant, llanxes de desembarcament carregades de tropes d'infanteria i sapadors arriben per l'entrada sud, i en pocs minuts, tenen un cap de pont per on comencen a preparar l'arribada de la 22a Divisió Panzer. La punta de llança es dirigeix cap a Kertx, i giren a l'oest per encerclar als 3 exèrcits soviètics, que són anihilats en només 8 dies. Es capturen 169.000 presoners soviètics, a més de 1.397 canons i 284 carros de combat. Així, el 18 de novembre de 1942, les portes del Caucas queden obertes, amb totes les seves reserves petrolíferes.
El 1944 va ser reconquerida pels 4t Front Ucraïnès en el transcurs de l'Operació Ofensiva Estratègica de Crimea (8 d'abril – 12 de maig de 1944)